# Operação Pseudeia
Operação Pseudeia foi uma operação da Polícia Federal (PF) deflagrada em fevereiro de 2021 e tem como alvo principal o empresário Claudio Mente. É a 80ª fase da Operação Lava Jato. Esta fase, segundo a PF, é um desdobramento da 23ª fase da Lava Jato, batizada de Acarajé, que, em 2016, prendeu o marqueteiro João Santana, a esposa dele Mônica Moura e o engenheiro Zwi Skornicki. Os relatos foram checados de materiais apreendidos na Operação My Way, 9ª fase operação, que havia feito buscas contra o colaborador, e por informações enviadas por autoridades suíças.
Cláudio Mente foi alvo de mandados de busca e apreensão pela operação. De acordo com o Ministério Público Federal (MPF), Mente é investigado pelos crimes de corrupção ativa e passiva, lavagem de dinheiro e associação criminosa.
Segundo as investigações Cláudio Mente recebeu 1 milhão de dólares decorrente de propina em uma conta no exterior, em 2013. De acordo com o MPF, Mente recebeu o pagamento do engenheiro Zwi Skornicki, que representava o estaleiro Keppel Fels, a pedido do então tesoureiro do PT, João Vaccari Neto.
A investigação recebeu o nome de "Operação Pseudeia" em referência ao espírito da mentira na mitologia grega, em alusão ao sobrenome do investigado, Cláudio Mente, e ao possível emprego de expedientes falsos para justificar os recebimentos de valores no exterior.